# South Sudan Football Association
Die South Sudan Football Association (SSFA) ist der Fußballverband im Südsudan. Sie wurde 2011 gegründet und trat 2012 der CAF und im selben Jahr der FIFA bei. Die South Sudan Football Association ist folglich das jüngste afrikanische Mitglied der FIFA.

## Geschichte
Im April 2011 veranlasste der südsudanesische Minister für Jugend und Sport, Makuac Teny Youk, dass die Provisional Football Association gegründet werden sollte, um den Fußball im Südsudan zu verwalten.
Dieser Verband organisierte, vermarktete und verwaltete für ein Jahr alle Angelegenheiten des südsudanesischen Fußballs. Präsident des Verbandes war Oliver Mori Benjamin, Vizepräsident war Doub Foj Jok, Generalsekretär war Rudolf Andera Oujika und der Schatzmeister war Jaden Jada Solomon. Insgesamt bestand die Organisation aus 17 Mitgliedern.
Im Mai 2011 wurde Malesh Soro als erster Trainer der Südsudanesischen Fußballnationalmannschaft vorgestellt.
Im April 2012 löste Chabur Goc Alei Oliver Mori Benjamin als Präsident der S.S.A.F. ab. Im November 2016 wurde Alei durch den Verwaltungsrat suspendiert, da ihm unter anderem vorgeworfen wurde, er habe 400.000 US-Dollar aus Mitteln des Verbandes auf ein unbekanntes Privatkonto überwiesen. Im April 2017 wurde Adelmo Wani Agustino zum Nachfolger gewählt: Er füllt dieses Amt zunächst übergangsweise aus, bis die Vorwürfe gegen Alei geklärt sind.

## Mitgliedschaften
Im Februar 2011 äußerte sich der CAF-Präsident Issa Hayatou wie folgt zur Möglichkeit, dass sich der Südsudan der CAF anschließen könne:

“We are readying up with the idea of having a new member. We will send a delegation to study the situation and our actions will emanate from their report.”

„Wir freunden uns mit der Idee an, ein neues Mitglied zu haben. Wir senden eine Delegation, um die Situation zu untersuchen und unsere Entscheidung wird von ihrem Bericht abhängen.“

Am 8. Februar 2012 veröffentlichte die CAF, dass die Mitglieder der CAF darüber diskutieren würden, ob die SSFA ein weiteres Mitglied des Verbands werden könnte. Zwei Tage später wurde bekannt gegeben, dass die South Sudan Football Association neues Mitglied des Verbands wird. Im 9. Mai desselben Jahres schloss man sich der CECAFA an. Am 25. Mai wurde von der FIFA bekannt gegeben, dass der Südsudan das 209. Mitglied der FIFA wird. Von 176 abstimmenden Mitgliedern stimmten nur vier gegen eine Mitgliedschaft der SSFA.